# Tanaopsis gallardoi
Tanaopsis gallardoi är en kräftdjursart som först beskrevs av Sueo M. Shiino 1970.  Tanaopsis gallardoi ingår i släktet Tanaopsis, överfamiljen Paratanaoidea, ordningen tanaider, klassen storkräftor, fylumet leddjur och riket djur. Inga underarter finns listade i Catalogue of Life.